# Морс, Стив
Стивен Джон Морс (англ. Steven John Morse; род. 28 июля 1954, Гамильтон, Огайо, США) — американский гитарист, автор песен, пилот. Несколько раз был признан лучшим гитаристом года по версии журнала Guitar Player. Играл в группе Deep Purple c 1994 по 2022 год, а также в Steve Morse Band.
В 2018 году журналом Classic Rock включен в список величайших гитаристов всех времён.

## Биография
Родился 28 июля 1954 года в городе Гамильтоне, штат Огайо. Его родители были докторами философии по педагогике — мать Джин Морс (1931—2021) была профессором в области медицинского образования в Медицинском колледже Джорджии; отец Пол Кеннет Морс (1924—2007) был профессором образования зубоврачебной школы Медицинского колледжа Джорджии и пресвитерианским священником. Стиву не было ещё и десяти лет, когда он вместе с братом Дэйвом организовал группу «The Plague».
К концу 1960-х Морсы переехали в Джорджию, где Стив и Дэйв вошли в состав ансамбля «Dixie Grit», которые выступали в кофейнях и на танцплощадках, играя чужой материал, в том числе каверы Led Zeppelin и Cream. В начале 70-х группа распалась, и Морс со своим партнером Энди Вестом организовали проект Dixie Dregs, ставший впоследствии профессиональным. В составе этой команды гитарист провел без малого 13 лет.
С 1982 по 1986 годы Морс ежегодно признавался читателями журнала Guitar Player лучшим гитаристом по совокупности показателей.
В 1983 году Стив стал вести колонку «Open ears» в журнале Guitar for the Рracticing Мusician. Вскоре Морс создал сольный проект — Steve Morse Вand. В его состав вошли басист Джерри Пик и барабанщик Дуг Морган, впоследствии заменённый Родом Моргенштейном. Первый же альбом принёс хит «Cruise Missile». В 1985 году вышла вторая работа, Stand Up, а после релиза музыканты провели турне на разогреве у Rush.
В середине 80-х его приглашают в турне Джон Маклафлин, Эл Ди Меола, Пако Де Лусия.
В 1986—1987 годах Морс играл в группе Kansas.
В 1989 году, устав от шоу-бизнеса, Стив Морс неожиданно уходит со сцены и становится пилотом на внутренних рейсах в одной из американских авиакомпаний. 
В 1994 году Морс возрождает Steve Morse Band, а в ноябре того же года получает приглашение играть в Deep Purple. После нескольких концертов он становится постоянным гитаристом группы. С 2012 года входил в состав супергруппы Flying Colors, с которой записал 3 студийных альбома.
В 2003 году Стив становится участником супергруппы Living Loud вместе с вокалистом Джимми Барнсом, басистом Бобом Дэйсли, барабанщиком Ли Керслейком и коллегой по Deep Purple клавишником Доном Эйри. Группа записала один студийный и один концертный альбом в 2004/2005 годах.
В 2012 году был участником тура группы G3 вместе со Стивом Ваем, Джоном Петруччи и Джо Сатриани.
О своём уходе из Deep Purple в связи с онкологическим заболеванием супруги Морс объявил 23 июля 2022 года.
Живёт в Окале, штат Флорида.

## Дискография
Dixie Dregs
- 1975 — The Great Spectacular
- 1977 — Free Fall
- 1978 — What If
- 1979 — Night of the Living Dregs
- 1980 — Dregs of the Earth
- 1981 — Unsung Heroes
- 1982 — Industry Standard
- 1989 — Divided We Stand
- 1992 — Bring ’Em Back Alive
- 1994 — Full Circle
- 1997 — King Biscuit Flower Hour Presents — The Dregs 1979
- 2000 — California Screamin
- 2002 — 20th Century Masters: The Best of the Dixie Dregs
- 2002 — Sects, Dregs & Rock ’n’ Roll

Steve Morse Band и сольные альбомы
- 1984 — The Introduction
- 1985 — Stand Up
- 1989 — High Tension Wires
- 1991 — Southern Steel
- 1992 — Coast to Coast
- 1995 — Structural Damage
- 1996 — StressFest
- 2000 — Major Impacts
- 2002 — Split Decision
- 2004 — Major Impacts 2
- 2005 — Prime Cuts — From Steve Morse’s Magna Carta sessions
- 2009 — Out Standing in Their Fiel

Deep Purple
- 1996 — Purpendicular
- 1997 — Live at the Olympia ’96
- 1998 — Abandon
- 1999 — Live at the Royal Albert Hall
- 1999 — Total Abandon: Live in Australia
- 2001 — Live at the Rotterdam Ahoy
- 2001 — The Soundboard Series
- 2003 — Bananas
- 2005 — Rapture of the Deep
- 2006 — Live at Montreux 1996
- 2007 — They All Came Down to Montreux
- 2013 — Now What?!
- 2017 — Infinite
- 2020 — Whoosh!
- 2021 — Turning to Crime

Kansas
- 1986 — Power
- 1988 — In the Spirit of Things
- 1998 — King Biscuit Flower Hour Presents Kansas
- 2004 — Sail On: The 30th Anniversary Collection

другое
- 1977 — Tropical Nights — Лайза Миннелли
- 1980 — Schemer-Dreamer — Steve Walsh[англ.]
- 1986 — Storytime — Ти Лавитц[англ.]
- 1987 — Stone from Which the Arch Was Made — Марк О’Коннор
- 1987 — Surveillance — Triumph
- 1988 — Southern by the Grace of God: Lynyrd Skynyrd Tribute Tour-1987 — Lynyrd Skynyrd
- 1988 — Love Your Man — The Rossington Collins Band
- 1990 — Nashville Rendez-Vous — Марсель Дади
- 1991 — Fingers Crossing — Марсель Дади
- 1992 — Country Guitar Flavors — Марсель Дади
- 1992 — Lone Ranger — Джефф Уотсон
- 1993 — Coven, Pitrelli, O’Reilly — CPR
- 1994 — Thonk — Майкл Мэнринг[англ.]
- 1995 — Carmine Appice’s Guitar Zeus
- 2001 — Seventh Key — Seventh Key[англ.]
- 2001 — Nylon & Steel — Мануэль Барруэко[англ.]
- 2001 — Feeding the Wheel — Джордан Рудесс
- 2002 — Camino Latino/Latin Journey — Лиона Бойд
- 2004 — Rhythm of Time — Jordan Rudess
- 2003 — Living Loud — Living Loud
- 2006 — Living Loud-Live — Living Loud
- 2006 — Gillan’s Inn — Иэн Гиллан
- 2007 — School of the Arts — School of the Arts (с участием Ти Лавитца) (акустическая гитара на «On Fire» и «Portrait»)
- 2007 —  Freeway Jam to Beck and Back[11]
- 2010 — Angelfire — Стив Морс и Сара Спенсер
- 2012 — Flying Colors — Flying Colors
- 2013 — Live in Europe — Flying Colors
- 2014 — Second Nature — Flying Colors
- 2020 — Third Degree — Flying Colors